# Rebelión de las horcas
La rebelión de las horcas fue un levantamiento campesino ocurrido en 1920 contra las autoridades de la República Socialista Soviética de Rusia.

## Antecedentes
El 15 de noviembre de 1917 los baskires organizados en el Consejo Regional de Baskiria proclamaron el «Baskortostán autónomo» dentro de la República Rusa, y el 8 de diciembre comenzaban sesiones el «Kurultái Constituyente de Toda Baskiria». El territorio al que se referían era solamente a la parte oriental del Baskortostán histórico, un sector poblado por en un 70% por musulmanes, como mínimo. Este gobierno autónomo fue reconocido por los Blancos del Komuch y del Gobierno Provisional de Siberia, pero no por el almirante Aleksandr Kolchak, lo que llevó a los baskires a pasarse al bando bolchevique.
Entre tanto, los tártaros de Ufá organizaron la «Asamblea Nacional de Turcos Tártaros» desde el 20 de noviembre, proclamando la autonomía de todos los musulmanes de Rusia y Siberia. No era casualidad, después de la caída del Gobierno Provisional, cada nacionalidad buscó mantenerse al margen de una guerra civil que se preveía inevitable señalándola como un asunto interno ruso. Y para mantener al Terror Rojo lejos de sus tierras, estos gobiernos crearon sus propias fuerzas armadas y procuraron alianzas para un frente unido anticomunista. También es cierto que la organización de gobiernos y milicias por algunos pueblos comenzó desde la caída del zar. Pronto se evidenció que la guerra civil resultó en «una guerra de todos contra todos».
El 11 de enero de 1918 desaparecía la Asamblea Nacional de Ufá y siete días después el atamán Aleksandr Dútov es expulsado de Oremburgo por la Guardia Roja. El gobierno baskir, considerándose neutral, se negó a abandonar la ciudad, pero el 16 de febrero sus miembros son arrestados por sugerencia del «Comité Revolucionario Militar Musulmán de Oremburgo», encabezado por Suleimán Murzabułatow, futuro líder rebelde, quedando a cargo un gobierno que rechazó toda autonomía para los baskires. Sucedía que Dútov se había refugiado en Verjneuralsk, donde proclamó 8.000 tártaros y baskires para proclamar la autonomía de la región y ponerlos a su favor.
Poco después, las autoridades bolcheviques en Moscú instauraron el comunismo de guerra, que en las urbes exigía la nacionalización de las industrias, reducir las relaciones entre mercancías y dinero, la prohibición del libre comercio y la exigencia de cuotas de producción que los trabajadores debían cumplir para conseguir unas magras raciones. En el campo exigió la confiscación de todos los excedentes de producción, dejando un mínimo para la mera subsistencia del campesinado.
El 18 de febrero se alzaron los campesinos de Buraevo, un pueblo del uyezd de Birsk (gobernación de Ufá, Baskiria), contra las requisas de granos, las que ocurrían de forma violenta hacia todo intento de resistencia, en momentos en los que empezaban a escasear los alimentos. Al parecer, un campesino había disparado contra un soldado y un oficial bolcheviques y estos respondieron matando a 10 personas. Al mando de Sakhipzada Davletovich Maksyutov, 1.000 a 1.200 rebeldes, la mayoría armados con sus manos desnudas y algunos con granadas, revólveres y menos de 100 fusiles (apenas 5 cartuchos por cada uno), arrestaron a los miembros de los Comités de Campesinos Pobres y saquearon los almacenes donde guardaban los granos. La Guardia Roja venida de Ufá rodeo y asalto el 27 de marzo el pueblo, poniendo fin al levantamiento.
En marzo de 1919 se proclamaba la República Autónoma Socialista Soviética de Baskiria. Pero sucedió que en aquel territorio no se implantó el comunismo de guerra y siguieron existiendo las empresas privadas y el libre mercado, lo que llevó a muchos pueblos rusos y tártaros a firmar decretos en que se adherían a la nueva república.
A comienzos de 1920, la gubérniya de Ufá tenía tres millones de habitantes, y buena parte de esta había estado el año anterior ocupada por los blancos, quienes requisaron a los campesinos granos y ganados hasta arruinar sus granjas, algo que no importó a los comunistas a la hora de exigir cuotas para su ejército.

## Rebelión
El 4 de febrero de 1920, en la villa tártara de Yanga Yelan, en el uyezd de Menselinsk, gubérniya de Ufá los aldeanos se alzaron contra las onerosas requisas de granos a las que los sometían los bolcheviques por el comunismo de guerra y que apenas les dejaban para comer, se llevaban hasta el 60% de la producción.
Eran llevadas a cabo por unidades militares llamadas prodotriady, que se caracterizaban por su violencia y casos de corrupción como dejarse sobornar con alcohol, vender el grano requisado fuera de la provincia a alto precio, violación de mujeres, golpizas, ataques a minaretes y exigir a los musulmanes criar cerdos porque eran las exigencias del gobierno central.
Las autoridades locales se quejaron de estos acontecimientos pero no fueron escuchadas. Los reclutas provenían de las regiones centrales industrializadas, no de la propia provincia, por lo que no tenían compasión. Se intento organizar comités para distribuir alimentos entre los pobres y soldados del Ejército Rojo pero nadie tomó medidas serias, mucha comida se descompuso almacenada en las bodegas.
El detonante ocurrió en Yanga Yelan, donde se exigió a los lugareños 5.535 libras de granos como excedente a requisar, pero éstos respondieron con que no tenían tantos alimentos, algo que los soldados no creyeron. Después de la requisa, los campesinos anunciaron que no producirían más granos que el estrictamente necesario para vivir, lo que molestó a los soldados de un destacamento a cargo de un oficial apellidado Pudov, así que los encerraron en un frío granero a una veintena de personas. Al día siguiente, 7 de febrero, los aldeanos exigieron su liberación pero no fueron atendidos. Los oficiales bolcheviques se pasaron la noche bebiendo y cuando los lugareños les atacaron con hachas y horcas al amanecer no pudieron hacer nada salvo huir, dejando cuatro soldados muertos.
El levantamiento fue espontáneo, esto explica porque las autoridades rojas no le dieron mucha importancia al inicio. Historiadores soviéticos culpan a elementos infiltrados de blancos, eseristas de izquierdas, desertores y kulaks que incitaron o intimidaron a los pobres, vagabundos y robados para levantarse, pero esto se considera actualmente una excusa para ocultar sus errores. Sin embargo, Víktor Víktorovich Kondrashin dice que fueron los más pobres entre la población rural quienes se alzaron, los campesinos propietarios trataron de mantenerse al margen. Carecían de un programa unificado, había desde quienes deseaban restaurar la monarquía, irredentistas tártaros o baskires deseosos de una república autónoma, a defensores del islam o el cristianismo y partidarios de los socialrevolucionarios.
Los baskires empezaron a anunciar que el presidente del Bashrevkom o «Comité Revolucionario Baskir», Zeki Velidi Togan (en), iba a encabezar el alzamiento. Lo cierto es que cuando todo estalló, Togan estaba en Moscú y decidió regresar, siendo recibido en cada estación en la gobernatura de Ufá por campesinos, quienes esperaba que trajera de vuelta a sus hombres reclutados para luchar por la causa. Pero lo cierto es que el presidente del Comité Regional Baskir, Haris Yumagulovich Yumagulov (ru), había hecho vigilar o arrestar a muchos partidarios de Togan desde enero e intercedió para que las tropas de origen baskir fueran enviadas al frente polaco, lo que eliminó la única fuerza que podía darle alguna posibilidad de éxito a la revuelta.

## Violencia
Al parecer, los cabecillas señalados como el sargento retirado Alexéi Vakulovich Milovanov, no tenían un control total de su gente, que pronto alcanzó los 28.000 a 35.000 campesinos en armas.
El 9 de febrero, el jefe de la Cheka local, Mijaíl Golovín, se aproximó a la aldea de Yanga Yelan para negociar, había dejado a sus hombres atrás como señal de buena fe pero lo torturaron y asesinaron. Las unidades encargadas de estas requisas fueron masacradas y los funcionarios comunistas en las villas de Menselinsk y Zaisk fueron asesinados entre ese día y el siguiente. El 10 de febrero policías y soldados de las prodotriady trataron de recuperar Yanga Yelan pero fueron vencidos, dejando 35 muertos. Ese mismo día se decretaba la ley marcial en todo Menselinsk. Los rebeldes demostraron un odio inmenso a las autoridades bolcheviques, su objetivo parecía ser eliminar a todo individuo integrado en la clase dirigente del nuevo sistema. Los bañaban en agua fría, les ahogaban en agujeros, les sacaban los ojos, los castraban y les metían los genitales en la boca, a las mujeres las violaban y les cortaban los senos, a los bebes les mataban con hachazos en la boca, a las embarazadas las abrían para sacarles el feto. En el uyezd de Menselinsk murieron 300 comunistas, entre militares y civiles, fueron asesinados, y en el de Belebeevskij otros 200.
El 11 de febrero, 3.000 rebeldes a las órdenes de Milovanov en Zaisk asesinaron a 38 comunistas capturados la jornada anterior, arrojándolos en una zanja de un bosque cercano. Ahí establecieron su cuartel central. Ante el riesgo de expansión de la revuelta a los uyezd de Belebéi y Birsk en Ufa y de Chístopol en Kazán las autoridades pusieron manos en el asunto. El 14 de febrero los campesinos alzados pasaban los 40.000 y cortaban las comunicaciones por telégrafo o jinetes entre unidades de requisas en todos esos uyezd. A la vez, atacaban a todo destacamento enviado a pacificar las aldeas, como la fuerza de la Cheka enviada Kudashevo y que perdió cinco hombres en la lucha. Sin embargo, al día siguiente, el comisario provincial de Samara, P. I. Uliánov, informaba que solamente los musulmanes se habían alzado, en número de apenas 5.000, y que los rusos se mostraban reacios a participar.
El 17 de febrero en una reunión de los máximos dirigentes del Buró Político del PCUS se decidió arrestar a los principales jefes de las tropas bolcheviques de origen baskir, las que eran unas 13.000 entre los que luchaban contra los polacos y los que guarnecían Oremburgo y Baskiria. No se llevó a cabo, lo que evitó un previsible amotinamiento. Lo que si se decidió fue ordenarles salir de la gobernación de Ufá para que no se pasaran al enemigo. Esa misma jornada una tropa de policías se enfrentó en Karabash con los rebeldes, matando a 13 campesinos y un mulá y tomando 5 prisioneros pero siendo capturado el jefe policial Denisov. Tres días más tarde, 300 comunistas atacaron el pueblo pero fueron repelidos por 6.000 aldeanos con 500 rifles. Las bajas fueron elevadas para ambos bandos, pero mucho más para los campesinos. También hubo otro combate, en la aldea de Aktash, donde murieron 800 alzados y 14 soldados. El 26 de febrero, en un telegrama del presidente del Comité Ejecutivo Provincial de Kazán, Iósif Isáievich Jodorowsky (ru), para Vladímir Lenin, informaba de una batalla de tres días en que 3.000 rebeldes con 300 fusiles habían triunfado. En otra de cinco días en Zaparmia, los rojos habían vencido y matado a 300 enemigos.
A partir del 28 de febrero se organizó un mando unificado después de una reunión de cabecillas locales y representantes. En efecto, los rebeldes avanzaron hacia Belebéi, Ufá (la que se declaró en ley marcial el 1 de marzo) y Bisrk. Los comunistas, aterrados, huyeron de los vólost de la región. Entre tanto, los rebeldes empezaron a organizarse, haciendo una movilización voluntaria de todo varón entre 18 y 50 años, especialmente entre las comunidades musulmanas, armándolos con revólveres, guadañas, estacas, horcas y en algunos casos con rifles. Se organizaban en regimientos a cargo de la zona donde habían sido reclutados y entrenados.
En la noche del 1 de marzo, las tropas bolcheviques huyeron de Belebéi, permitiendo a sus enemigos entrar en ella y León Trostki se enfureció cuando se enteró en Ekaterimburgo, ya que la veía como una humillación sin precedentes. Tres días después, 10.000 rebeldes con 150 fusiles y 2 ametralladoras avanzaron desde las aldeas de Moskovo, Lyapustino y Eldyak hacia Birsk. Las autoridades de la ciudad hicieron un llamado desesperado a la resistencia pero tanto su control del ejército como de los sóviets se estaba derrumbando.

## Represión
Entonces el gobierno central empezó a tomar medidas. Se enviaron 1.276 soldados desde Kazán, de la VOJR o Guardia Militarizada, congregándose un ejército de 6.700 infantes, 816 jinetes, 63 ametralladoras, 6 cañones, 2 morteros y un tren blindado para pacificar la zona. Otra fuente dice que eran 7.213 soldados organizados en 15 batallones y una división de caballería apoyados por 50 ametralladoras y 4 cañones. Lo cierto es que se agruparon en Ufá y Birsk a las órdenes del jefe del VOJR en Ufá, Yuri Aploks, quien ordenó la movilización de todo soldado y miliciano comunista en la gobernación.
Mientras, se hacían más fuertes, crearon el «ejército de las águilas negras» de 50.000 combatientes y conquistaron los campos de las gubérniyas de Kazán, Simbirsk y Ufá. Según los informes soviéticos había 5.000 en Anastásiyevskaya, 8.000 en Topornino, 2.000 en Kazán, y 5.000 en Yazykovskoy y Novoselkovskoe, pero todos estos grupos contaban con menos de un millar de fusiles. Aploks salió a enfrentarlos, sus espías decían que 25.800 rebeldes con 1.268 rifles y 2 ametralladoras avanzaban a Ufá desde el norte y noroeste, encontrándose a 20 millas de la ciudad. Los bolcheviques cayeron sobre su retaguardia desde el suroeste, desorganizando completamente a sus enemigos, que huyeron en todas direcciones. Los campesinos se retiraron, luchando por defenderse en el proceso, llegando a capturar nuevas aldeas brevemente. Para el 13 de marzo habían sido vencidos.
El representante del Comité Ejecutivo de los Sóviets de Chístopol, Kiram Hamzin (tt), describe como el comandante Gigot, de las ChOn, Unidades para Propósitos Especiales, de letones, húngaros y chinos mandó a sus hombres ir a las aldeas y robarle todo, sin dejar ni la ropa interior en algunos casos, y quemando las casas sin permitir extinguirlos. No importó si estaban o no involucrados en el levantamiento.
A mediados de marzo había una batalla en el pueblo de Yerikly, en la región de Novosheminsky, donde 35.000 aldeanos fueron vencidos por 1.837 soldados rojos apoyados por un cañón, doce ametralladoras y dos morteros. Los vencedores tomaron 878 prisioneros.
La veloz reacción represiva del gobierno permite someter la revuelta en apenas 35 días de feroces combates, dejando más de 3.000 muertos y cientos de aldeas destruidas. Además, los rebeldes sufrieron 2.400 heridos y más de 3.000 prisioneros, la mitad desertores rojos. Las bajas comunistas oficialmente eran 15 muertos y 44 heridos. La última acción importante fue la toma, por miembros de la Cheka, de Menzelinsk el 20 de marzo, cinco días después se daban por acabadas todas las operaciones.

## Consecuencias
Milovanov fue capturado y condenado a pena capital, luego conmutada a diez años de presidio en un campo de concentración. Pudov fue culpado de la rebelión y condenado a una década de trabajos forzados, aunque en verdad sólo hizo lo que miles de oficiales hacían. Según la historiografía soviética las autoridades eran bastante blandas con los campesinos, ejecutando a algunos y perdonando a la mayoría, aunque jamás mencionan a cuántos murieron en la pacificación.
Una nueva revuelta en el cantón de Burzyan-Tangaurovskogo en julio de 1920, y que pronto se extendió a los vecinos Tamyan-Kataysk y Userganskogo, en el este de Baskiria. Para septiembre las guerrillas independientes se habían coordinado para tener un mando común, el Ejército Rojo de Baskiria, de 3.000 efectivos. En junio de 1921 las autoridades comunistas empezaron a negociar con ellos, ofreciéndoles una mayor autonomía a cambio de desmovilizar sus fuerzas. Una vez que se reintegraron a la vida civil, la mayoría de los líderes insurgentes fueron arrestados y ejecutados y no se cumplieron los acuerdos. Más de 10.000 personas murieron, principalmente locales en las campañas punitivas del gobierno.